# اچ‌ام‌اس سویفت‌سور (۱۷۵۰)
اچ‌ام‌اس سویفت‌سور (۱۷۵۰) (به انگلیسی: HMS Swiftsure (1750)) یک کشتی بود که طول آن ۱۶۰ فوت (۴۸٫۸ متر) بود. این کشتی در سال ۱۷۵۰ ساخته شد.